# WTA Swiss Open 1988
Lo WTA Swiss Open 1988 è stato un torneo di tennis giocato sulla terra rossa. È stata 17ª edizione del torneo, che fa parte della categoria Tier V nell'ambito del WTA Tour 1988. Si è giocato al Drizia-Miremont Tennis Club di Ginevra in Svizzera, dal 16 al 22 maggio 1988.

## Campionesse

### Singolare
Barbara Paulus ha battuto in finale  Lori McNeil con il punteggio di 6–4, 5–7, 6–1.

### Doppio
Christiane Jolissaint /  Dianne van Rensburg hanno battuto in finale  Maria Lindström /  Claudia Porwik con il punteggio di 6–1, 6–3.